# Чорний Падун
Чо́рний Паду́н (рос. Чёрный Падун) — присілок у складі Юргинського округу Кемеровської області, Росія.

## Населення
Населення — 81 особа (2010; 95 у 2002).
Національний склад (станом на 2002 рік):
- росіяни — 92 %